# Amorphophallus konjac
Amorphophallus konjac K.Koch, 1858, (Konjac in cinese 蒟蒻), è una pianta della famiglia delle Aracee nativa della Cina sud-occidentale (Yunnan). È conosciuta anche con i nomi di konyaku, konjak, konjaku, patata konjac.
Dalla radice viene prodotto il konyaku, ingrediente utilizzato nella cucina orientale.

## Coltivazione e utilizzo
La pianta di konjac viene coltivata in Cina, Giappone, Corea, Taiwan e nel Sud-est asiatico. Dal suo cormo si ricava la gelatina konyaku.
Nella cucina giapponese il konyaku viene prodotto mescolando la farina di konjac con acqua o acqua di calce; è ingrediente di molti piatti e specialità come l'oden, il sukiyaki, il gyūdon e gli spaghetti shirataki. Inoltre, è usato dai vegetariani come sostituto della gelatina animale. Il konnyaku destinato alla vendita nei negozi alimentari viene confezionato in sacchetti di plastica contenenti acqua e ha l'aspetto di un blocco grigio dalla consistenza di una gelatina soda.
Il cormo del konjac contiene il glucomannano, una gomma naturale vegetale utilizzata in alcuni tipi di gomme da masticare.

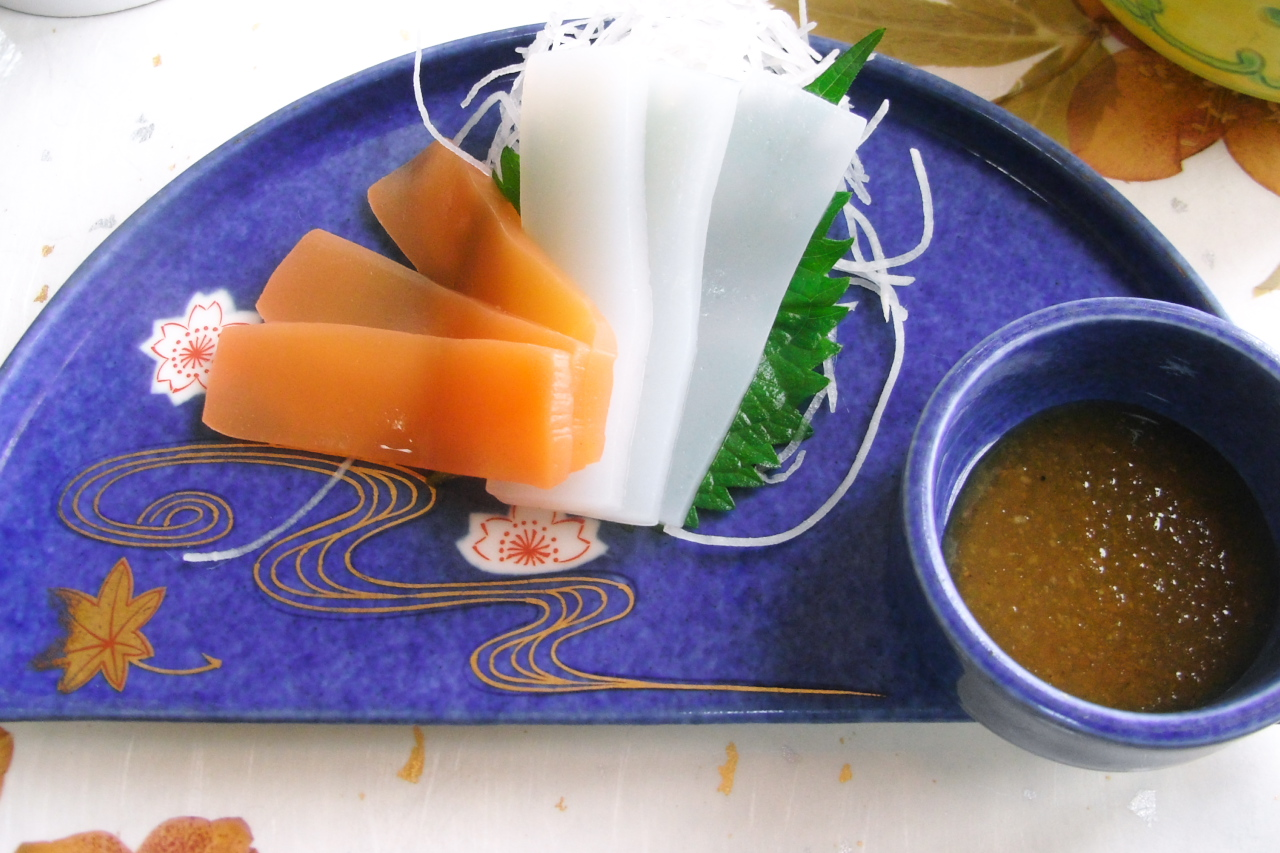
Sashimi Konnyaku

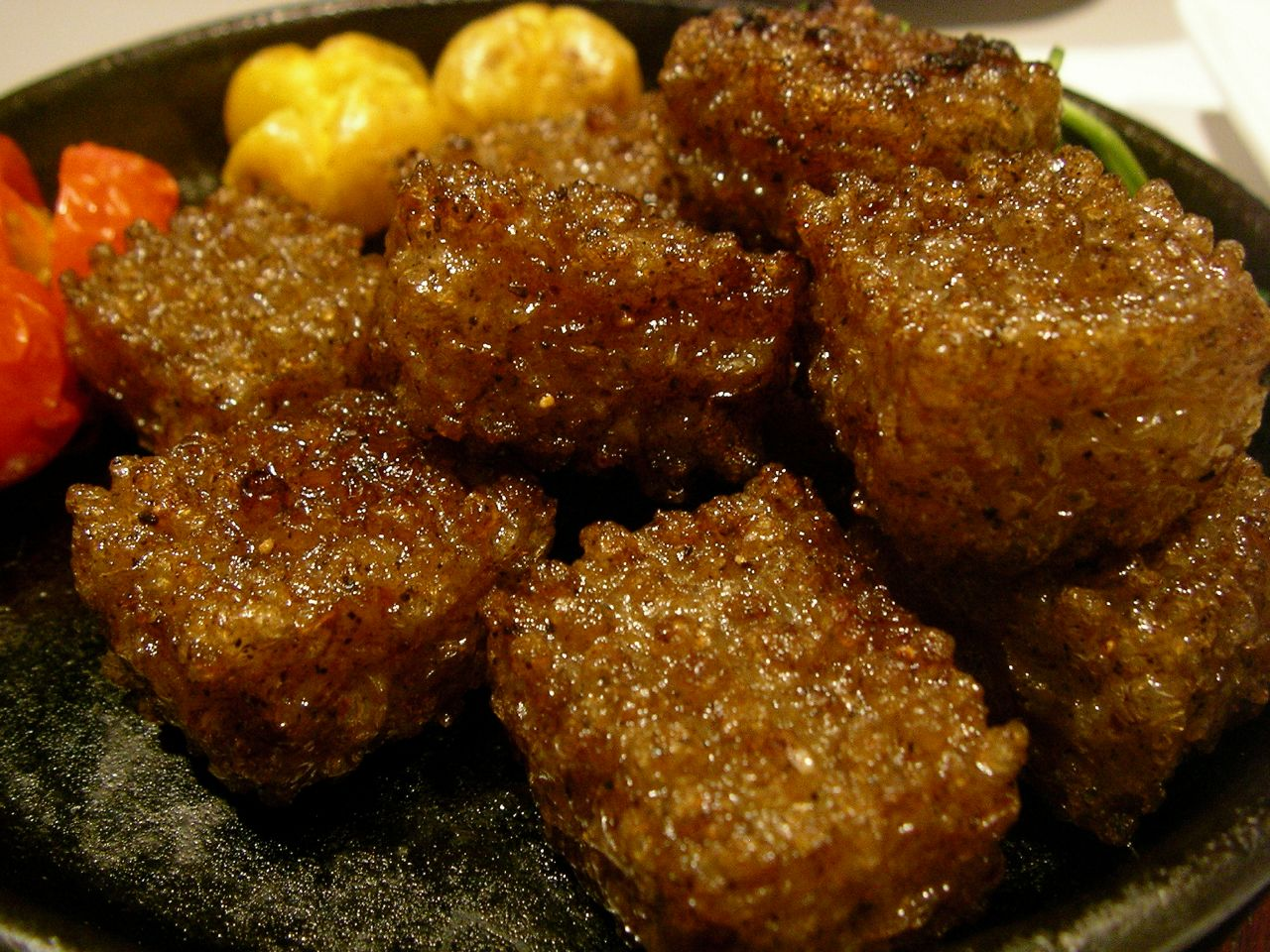
Frittelle Konnyaku

### Benessere e diete alimentari
Il konjac è apprezzato dalla comunità scientifica per i grandi benefici per l'uomo, infatti l'OMS lo ha recentemente riconosciuto come uno dei dieci alimenti più salutari al mondo. Il glucomannano, il polisaccaride presente nella pianta, viene usato come componente di alcuni integratori alimentari assunti per perdere peso, ridurre il colesterolo o per facilitare il transito intestinale; a contatto con l'acqua può aumentare il proprio volume fino a 60-80 volte, distendendo le pareti dello stomaco e determinando, così, un senso di sazietà. Questa caratteristica, inoltre, fa sì che l'assorbimento dei carboidrati e dei lipidi a livello intestinale si riduca; per questo il konjac si dimostra utile nei regimi volti alla diminuzione del peso.
In Corea si usa anche come crema per i massaggi al viso.

### Gelatine alla frutta
Il Konjac è utilizzato anche per preparare gelatine alla frutta; questo tipo di snack, confezionato in coppette di plastica, è molto conosciuto in Giappone e negli Stati Uniti d'America.

## Rischio di soffocamento
A differenza delle altre gelatine, il Konyaku ha una consistenza quasi solida e non si scioglie subito in bocca; per questo motivo, è vivamente consigliato masticarlo molto bene prima di ingoiarlo. In seguito a parecchi decessi di bambini, avvenuti nella San Francisco Bay Area e causati da soffocamento durante l'ingerimento di gelatina Konyaku alla frutta, la Food and Drug Administration ha lanciato l'allarme sulla distribuzione dello snack e la sua vendita è stata proibita negli Stati Uniti d'America, in Canada e nell'Unione europea. In Giappone la MannanLife (la più grande azienda produttrice di merendine a base di gelatina Konyaku) ha temporaneamente sospeso la produzione degli snack in seguito alla morte di un bambino di ventuno mesi. Tra il 1995 e il 2008 si sono verificati 17 decessi per soffocamento a causa di tale gelatina.
Ora sulle confezioni delle gelatine alla frutta prodotte dalla MannanLife è presente una nota che invita i consumatori a spezzare il prodotto in piccole parti prima di somministrarlo ai bambini. Sono ancora in commercio, comunque, i blocchi di Konyaku da usare come ingrediente nella preparazione di cibi vari. Oltre al rischio di soffocamento dovuto all'ingerimento della gelatina, si può incorrere in altri rischi dovuti all'utilizzo non conforme alle istruzioni riportate sulla confezione dei prodotti a base di glucomannano, utilizzati per curare particolari patologie.

## Riferimenti nella cultura di massa
Nella serie animata Lupin III il konyaku è descritto come l'unico materiale in grado di resistere al taglio della spada Zantetsu-ken, di proprietà di Goemon Ishikawa.